# تراي ماكيني جونز
تراي ماكيني جونز (بالإنجليزية: Trey McKinney-Jones)‏ مواليد 27 أغسطس 1990 في ميلواكي، هو لاعب كرة سلة أمريكي. بدأ مسيرته الاحترافية في سنة 2013. يلعب مع فورت واين ماد أنتس في دوري الرابطة الوطنية لفئة التطوير. يحمل الرقم 11. يبلغ طوله 6 قدم 5 بوصة (2.0 م).

## المسيرة الاحترافية
لعب مع فورت واين ماد أنتس في موسم 2013–2014، ثم لعب مع بي سي إم جرافيلين في الدوري الفرنسي في سنة 2014، ثم لعب مع فورت واين ماد أنتس في سنة 2015.

## الإنجازات
فورت واين ماد أنتس
- دوري الرابطة الوطنية لفئة التطوير: 2013–14

## روابط خارجية
- تراي ماكيني جونز على موقع دوري كرة السلة الياباني للمحترفين (اليابانية)
- تراي ماكيني جونز على موقع سبورتس رفرنس (الإنجليزية)
- تراي ماكيني جونز على موقع كرة السلة الأوروبية.كوم (الإنجليزية)
- تراي ماكيني جونز على موقع كلية كرة السلة في سبورتس رفرنس.كوم (الإنجليزية)
- تراي ماكيني جونز على موقع ريلجم (الإنجليزية)
- تراي ماكيني جونز على موقع بروبوليرز (الإنجليزية)
- تراي ماكيني جونز على موقع سبورتس رفرنس (الإنجليزية)
- تراي ماكيني جونز على موقع سبورتس رفرنس (الإنجليزية)